# Аапо Ільвес
Аапо Ільвес (ест. Aapo Ilves; 20 жовтня 1970, Ряпіна, Пилвамаа, Естонія) — естонський прозаїк, поет, драматург, есеїст, журналіст, актор, музикант і художник.

## Біографія
Пише естонською, сету і вируським діалектом.
У своїх творах поєднує постмодернізм з народними традиціями своєї батьківщини — південної частини Естонії.
Його пісня «Tii» («Дорога») у виконанні ансамблю «Neiokõsõ» стала півфіналістом «Євробачення-2004», а пісня «Kuula», яку виконував Отт Лепланд, представляла Естонію у фіналі конкурсу «Євробачення-2012».
Член Спілки письменників Естонії, асоціації молодих авторів Тарту. З 1996 по 2009 рік був членом літературної групи «Tartu Noorte Autorite Koondis».
Опублікував своїх 9 книг, 2 сольних CD і безліч книг і компакт-дисків у співавторстві з друзями. Автор ряду п'єс, у тому числі кілька лібрето для Естонської національної опери.
Співпрацює з газетою «Ума Лехт» («Uma Leht»), що друкується вируським діалектом.
Переможець радіоконкурсу Естонського національного радіо «Битва поезії». Володар багатьох премій.

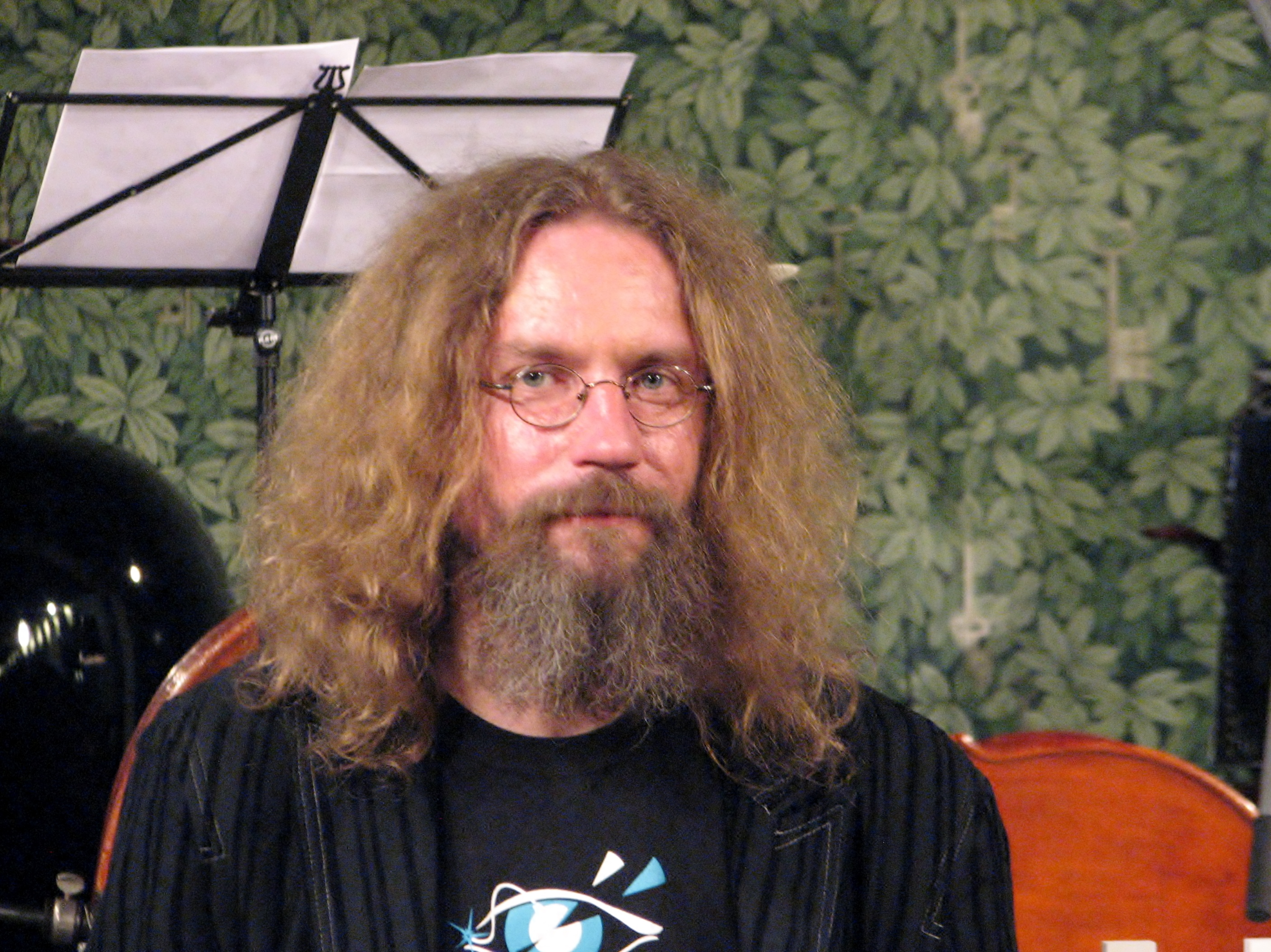
А. Ільвес, 2014 р.

## Вибрані твори
Поезія
- No Vot! (1996)
- Üks pedajas (1998)
- Tulen öösel sulle koju (2009)

Проза
- Ema on kajaka juures (2001)
- Tapu asemel sõime (2003)

Драматургія
- Ööpik Võhandu kaldalt (Räpina-Trilogie I, 2002)
- Wõõbsu palas! (Räpina-Trilogie II, 2003)
- Sillapää Ossi kronika (Räpina-Trilogie III, 2004)
- Meie elame Võrus! (2004)
- Sanna takah tiigi man (2005)
- Pristan (2008)
- Üheksa nulliga Eesti (2008)